# City Hall (Lexington Avenue Line)

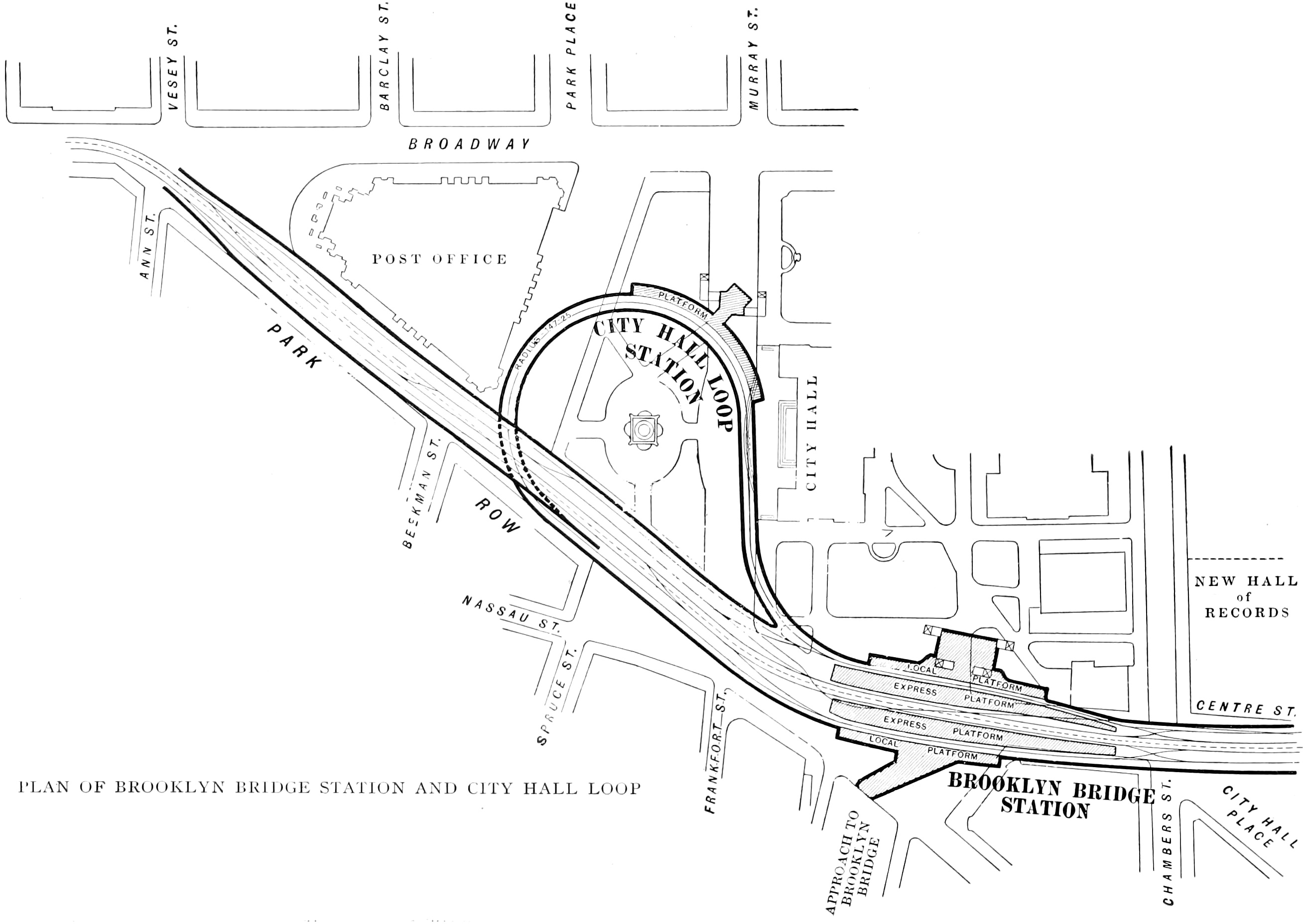
De situatie rond het station City Hall

City Hall is een voormalig station van de metro van New York aan de Lexington Avenue Line in Manhattan. Het station is genoemd naar het stadhuis van New York. Het station was oorspronkelijk het eindpunt van de eerste metrolijn in New York. Het station, inclusief het perron, ligt aan een keerlus. Door de toename in de passagiersaantallen moest het perron verlengd worden, wat zeer moeilijk zou zijn. Aangezien het station Brooklyn Bridge vlakbij ligt, werd het station City Hall gesloten. De keerlus van het station wordt nog wel gebruikt om treinen van lijn  en  te keren.
 ·  ·  ·  ·  ·  ·  ·  ·  · 